# Софийска техническа гимназия
Софийската техническа гимназия (съкратено СТГ) в София е най-старото училище за средно техническо образование на Балканския полуостров.
Създадено е на 9 декември 1883 г. с указ на княз Александър I Батенберг – 5 години преди Софийския университет, закрито е на 10 август 2010 г. със заповед №РД-14-126 на министъра на образованието.

## История

### 1883 – 1949 г.
На 9 декември 1883 г. княз Александър І (Батенберг) издава височайши указ за създаването на училището съгласно закона, предназначено да усъвършенства занаятите, железарството и дърводелството и да подготвя професионални майстори. Осигурена му е и първата сграда – някогашната турска сукнарска фабрика в село Княжево (после присъединено към София), където започва да функционира железарски отдел на учебната занаятчийница. Учебната сграда е приспособена за училище и пансион на учениците. Кюстендилският инженерен участък доставя инструменти, а пансионът е обзаведен с инвентар от Софийския болничен склад. Министерството на народното просвещение изработва програма за 4-годишен курс на обучение по теория и практика, а Министерството на обществените сгради изпраща списък с приетите 46 ученици. Изготвено е първото щатно разписание. Началото е трудно: липсват квалифицирани преподаватели, средства, и програмата е трудно изпълнима.
През септември 1885 г. след обявяването на Съединението на България учениците заедно с директора защитават Отечеството с оръжие в ръка като доброволци на Сливнишките позиции в Сръбско-българската война.
През 1886/1887 г. учебният процес се нормализира, утвърждава се първият учебен план. От 1 септември 1888 г. към училището се открива грънчарско-пещерски отдел, а през 1890/1891 г. – тъкаческо-бояджийски.
През 1893 г. е преименувано на Държавно техническо училище. До 1895 г. се обучават 8 випуска от железарския и дърводелския, 4 випуска от грънчарско-пещерския и 2 от тъкаческо-бояджийския отдели. В учебната програма са включени нови теоретически предмети – механика, електротехника, технология, специално чертане и парни машини.
В 1905 г. вече разполага със собствена сграда в София, построена специално за неговите нужди. В градоустройствения план „Майер“ на столицата от 1908 г. то вече фигурира, обозначено като Techn. Schule (Техн. училище), разположено между улиците „Княгиня Клементина“ (сега бул. „Ал. Стамболийски“) и Нишка (сега бул. „Тодор Александров“).
През март 1913 г. в училището се влива Механо-техническото училище в Габрово, като приема неговите учители и ученици. По време на Първата световна война през октомври 1915 г. е превърнато в главна армейска работилница, каквато остава до края на Първата световна война.
През 1924 г. е преобразувано в Държавно средно механо-електротехническо училище. След 1943 г. училището приютява в сградата си Първа девическа търговска гимназия.
В 1944 г. при британо-американските бомбардировки на София училището е сериозно поразено. На мястото е построена обширната му нова сграда (чийто строеж започва в 1951 г. и скоро е завършен), където остава до края в 2010 г.

### 1949 – 2003 г.
В 1949 г. с постановление № 942 на Министерския съвет всички средни специални училища се преименуват в „техникуми“. През учебната 1948/1949 г. то става Техникум „Йосиф Сталин“.
През 1951 г. остатъците от повредената от бомбардировките сграда са разчистени и започва строежът на новата сграда. Същата година електротехническият отдел прераства в Електротехникум „Сергей Киров“ и се отделя в друга сграда на пл. „Руски паметник“, на бул. „Ген. М. Скобелев“ 58.
В 1955 г. техникумът е преименуван на Образцов механотехникум. От него се обособяват Техникум по фина механика (1958) и през 1960 г. Техникум по двигатели и топлотехника (по късно – Техникум по енергетика) „Вилхелм Пик“, днес Професионална гимназия по транспорт и енергетика „Хенри Форд“. През 1960 г. в Образцовия Механотехникум учат 1200 ученици.
През 1973 г. за 90-годишнината отваря врати училищен музей с изключително богата експозиция, който е заслуга на упорития и дългогодишен труд на учителя по история Делчо Филипов (първия вляво от горната снимка и в центъра на колектива за 90-годишнината). По онова време директор е инж. Крум Драгнев (вдясно на горната снимка), впоследствие е сменен от инж. Цвети Цветков (вляво от него).
Възпитаници на ОТМТ са военният пилот Чавдар Добрев Джуров (син на Добри Джуров), футболистите Емил Спасов и Христо Илиев – Патрата.
От учебната 1989/1990 г. се приемат по 2 паралелки след VІІ клас с обучение на немски език, като първите 2 години усилено се изучава езикът, а от Х клас техническите специалности се преподават на немски. От 1992 г. в училището работят преподаватели от Германия въз основа на споразумение между Министерството на образованието и Министерството на икономиката на България и Министерството на образованието и културата на Германия. Изучаваната специалност е „Автоматизация на производството“, която по германските стандарти тогава дава квалификация „индустриален механик“. След ХІІ клас учениците полагат изпит по немски и по специалността. В процес на договаряне (преди закриването на училището) е изграждане на съвместен квалификационен център с Института по професионална педагогика в Магдебург, за да стане техникумът пилотно училище за внедряване на германската дуална система в професионалните училища. Това е записано в юбилейния вестник на училището, издаден за 110-а му годишнина.
Учебните кабинети и работилници в просторната сграда са добре обзаведени. Училището разполага с оборудвани работилници с машини и роботи с цифрово-програмно управление, на които се обучават младежи от специалност „Технология на машиностроенето“.

### 2003 – 2010 г.
Техникумите от 2003 година се преобразуват в „професионални гимназии“ и училището става Софийска техническа гимназия. Дотогава то е сред най-престижните училища в София.
Паралелките през 2000 г. са 32 и намаляват до 7 през 2008 г., когато министерството решава, че гимназията е в окаяно състояние, с малко ученици и пред фалит. Министерството не обявява прием за учебната 2008/2009 г. в никоя специалност на СТГ „с цел оптимизиране на мрежата от професионални училища в София“.
През 2010 г. със Заповед №РД-14-126 от 10 август 2010 г. министър Сергей Игнатов прекратява съществуването на СТГ, която се влива в ПГМЕ „Н. Й. Вапцаров“ на „11-и август“ № 16.
В 2013 г. директорът на приемащото училище Мардирос Зовикян в интервю в сп. „Тема“ заявява, че е бракувал онова, което не е успял да продаде на търг, а машините от училищните работилници на техническата гимназия са нарязани на скрап и закарани в завода „Стомана-Индъстри“ в Перник.
С решение на правителството на Бойко Борисов от 14 септември 2011 г. сградата на техническото училище е дадена на Софийския университет в замяна съгласието на СУ да се откаже от галерията на ул. „Шипка“ № 6 в полза на художниците. Днес на първия етаж на сградата се помещават частна гимназия и основно училище „Езиков свят“, които сочат, че се помещават на бул. „Ал. Стамболийски“ № 82, в сградата на Софийската техническа гимназия.
През 2020 г. покривът на сградата се срутва.